# Sutherland Shire
Sutherland Shire este un district din regiunea Southern Sydney, statul New South Wales, Australia.
1. ↑  Australian Bureau of Statistics, accesat în 10 iulie 2022